# تحت عيون غربية
تحت عيون غربية (بالإنجليزية: Under Western Eyes)‏ هي رواية بقلم جوزيف كونراد نشرت عام 1911. تجري أحداث الرواية في سان بطرسبرج الروسية، وجنيف السويسرية، وينظر إليها على أنها رد من كونراد على المواضيع التي وردت في قصة الجريمة والعقاب، حيث قيل أن كونراد كان يكره دوستويفسكي. ويقول البعض أنها رد من كونراد على سنوات حياته المبكرة؛ فقد كان والده ثوريا شهيرا وسجن من قبل الروس، ولكن بدلا من أن يسير كونراد على خطى والده، غادر وطنه في سن السادسة عشرة إلى الأبد. وفي الواقع، وخلال كتابته للرواية، فقد عانى كونراد من انهيار استمر لأسابيع طويلة تحدث خلالها مع شخصيات الرواية بالبولندية.
وتعتبر هذه الرواية من الأعمال الرئيسية لكونراد وعلى مقربة في الموضوع إلى رواية العميل السري. وهي مليئة بالسخرية والصراع حول الإخفاقات التاريخية للحركات والمثل الثورية. ويتكلم كونراد في هذا الكتاب، مثل غيرها من أعماله، عن لاعقلانية الحياة، وغموض الشخصية،  والظلم والمعاناة الذي يقع على الأبرياء والفقراء، وعدم المبالاة بحياة أولئك الذين نتشارك معهم الوجود.

## روابط خارجية
- تحت عيون غربية على موقع الموسوعة البريطانية (الإنجليزية)